# Rena Netjes
Rena Netjes (Lemelerveld, 1966) is een Nederlands arabiste, journaliste en politica.
Netjes haalde in 1988 haar propedeuse Arabisch aan de Radboud Universiteit in Nijmegen, waar ze Hebreeuws als bijvak had, en studeerde in 1992 als arabiste af aan de Universiteit van Amsterdam. Hierna richtte ze in 1994 haar eigen taalinstituut op (Rena Lingua). Van 2005 was ze docent Arabisch en de Arabische wereld voor de NOS.
Vanaf 2002 is ze als freelance schrijver en journalist actief. Media waarvoor ze schrijft of heeft geschreven zijn onder andere de Volkskrant (in 2003), Elsevier (2005 - 2008), Knack (vanaf 2007), Trouw (vanaf 2010), NCRV (vanaf 2011), Het Parool, BNR Nieuwsradio, NOS, De Correspondent, Zaman Vandaag, Newsweek en The New York Times.
In 2010 ging ze in Egypte wonen, waar ze directeur werd van het instituut 'Learn Arabic in Cairo'. Ook was ze correspondent Egypte en Libië voor diverse media. In 2014 raakte Netjes in Egypte betrokken bij een strafproces tegen een aantal journalisten uit zowel binnen- als buitenland, dat met name medewerkers van Al Jazeera trof. De journalisten werd ten laste gelegd dat ze de als terroristische organisatie aangemerkte Moslimbroederschap hadden geholpen en valse informatie hadden verspreid. Netjes werd ervan beschuldigd dat zij zich voor Al Jazeera had ingelaten met dergelijke praktijken, hoewel dat geen opdrachtgever van haar was. Na intensieve bemiddeling door de Nederlandse ambassade kon ze het land verlaten, nog vóór ze kon worden aangehouden. Op 23 juni dat jaar werd ze bij verstek veroordeeld tot tien jaar gevangenisstraf. Ze heeft een aantal malen een gratieverzoek overwogen, maar dat is nog niet ingediend, onder meer omdat ze daarvoor persoonlijk naar Egypte zou moeten afreizen.
Later ging Netjes wonen in Turkije en schrijven over de Syrische Burgeroorlog, onder meer over misstanden veroorzaakt door het regime-Assad, de PKK en de daaraan gelieerde YPG. In januari 2023 maakte ze bekend dat ze in verband met haar werk anonieme doodsbedreigingen kreeg, die ze toeschreef aan extremisten uit Syrisch-Koerdische hoek.
Netjes is ook actief geweest voor de politieke partij CDA. Van 1994 tot 1998 was ze namens het CDA duo-raadslid in de Amsterdamse deelgemeente De Baarsjes en van 2006 tot 2010 in de gemeenteraad van Amsterdam. Ook stond ze op de kandidatenlijst van het CDA bij de Europese Parlementsverkiezingen van 2009.